# Kalixareny
Kalixareny jsou makrocyklické sloučeniny nebo cyklické oligomery tvořené fenolovými jádry propojenými methylenovými můstky. Jejich molekuly obsahují hydrofobní „dutiny“, které mohou zachytávat menší molekuly nebo ionty.

## Názvosloví
Názvy kalixarenů podle IUPAC se vytváří spočítáním opakujících se jednotek a zahrnutím jejich počtu do názvu; například kalix[4]aren má kruh tvořený 4 a kalix[6]aren 6 jednotkami. Pokud je přítomen substituent v poloze meso Rb, označí se tato skutečnost předponou C-; taková sloučenina pak může mít například název C-methylkalix[6]aren.

## Příprava
Kalixareny se připravují kondenzacemi dvou látek: aromatické sloučeniny bohaté na elektrony, zpravidla 4-substituovaného fenolu, a aldehydu, nejčastěji formaldehydu.
- Rozmezí použitelných aromatických sloučenin je široké, ty ale musí být schopné vstupovat do hydroxyalkylačních reakcí.
- Jako aldehyd se obvykle používá formaldehyd, u reakcí resorcinolů a pyrogallolů jsou ale často potřeba vyšší aldehydy, jako například acetaldehyd, usnadňující vytváření C4v-symetrické vázovité konformace. K zavádění dalších skupin lze použít substituované aldehydy i některé heterocykly, například furan.[4][5]

Příprava kalixarenů může být obtížná, místo žádaných produktů se mnohdy vytváří lineární i cyklické oligomery. Vysokých výtěžností lze dosáhnout pomocí vhodně zvolených výchozích látek a reakčních podmínek. Kalixareny bývají špatně rozpustné a vyznačují se vysokými teplotami tání.

## Struktura
Molekuly kalixarenů mají trojrozměrné košíkovité struktury; u kalix[4]arenů se vnitřní objem pohybuje kolem 0,01 nm3. Jejich molekuly mají široké horní lemy, úzké spodní lemy, a středové prstence. Při použití fenolu jako výchozího materiálu se 4 hydroxylové skupiny nachází uvnitř prstence na spodním lemu. U resorcin[4]arenů je 8 hydroxylů umístěno mimo prstenec na horním lemu. Kalixareny v důsledku snadného otáčení okolo methylenového můstku vytvářejí různé konformace. U kalix[4]arenu se rozlišují 4 druhy konformace: kužel (bodová grupa C2v,C4v), částečný kužel (Cs), 1,2-střídavá (C2h) a 1,3-střídavá (D2d). Čtveřice hydroxylů vytváří vodíkové vazby a stabilizuje kuželovou konformaci, která je v dynamické rovnováze s ostatními. Molekuly lze uzamknout v jedné konformaci navázáním vhodných substituentů namísto hydroxylových skupin., nebo napojením objemných skupin na horní lem.
Kalixaren odvozený od p-terc-butylfenolu se také vyskytuje jako kužel.
Strukturně podobnými sloučeninami jsou pilarareny.
|                                                  |                              |
| Kalix[4]aren s para-terc-butylovými substituenty | 3D model kuželové konformace |

## Historie
V roce 1872 smíchal Adolf von Baeyer několik aldehydů, mimo jiné formaldehyd, s fenoly v silně kyselých roztocích za vzniku dehtovitých pevných látek. Leo Baekeland zjistil, že tyto látky lze upravit do podoby křehké hmoty, označené jako bakelit; bakelit se následně stal prvním průmyslově vyráběným syntetickým plastem.
Úspěch bakelitu vedl k podrobnějšímu zkoumání reakcí fenolu s formaldehydem. V roce 1942 zjistil Alois Zinke, že p-alkylfenoly s formaldehydem v silně zásaditých prostředích vytváří cyklické tetramery. Joseph Niederl a H. J. Vogel získali podobné cyklické tetramery kysele katalyzovanými reakcemi resorcinolu s benzaldehydem a dalšími aldehydy. Později si John Cornforth všiml, že produkt reakce p-terc-butylfenolu s formaldehydem je směsí cyklického tetrameru a jiného cyklomeru.
V 70. letech 20. století C. David Gutsche zjistil, že má tento tetramer kalichovitý tvar a pokusil se použít jej jako xenolog enzymu; tímto se spustila studie trvající okolo 30 let. Zavedl označení „kalixaren“: z řeckého slova pro kalich „kalix“, a označení přítomnosti arylových skupin. Určil také struktury cyklického tetrameru, hexameru, a oktameru, a vyvinul postupy přípravy těchto látek s vysokými výtěžnostmi.
Vedle Gutscheho se touto oblastí zabývali také Hermann Kämmerer a Volker Böhmer., kteří vyvinuli postupnou syntézu kalixarenů. Chemici z  Parmské univerzity Giovanni Andreetti, Rocco Ungaro, a Andrea Pochini, jako první pomocí rentgenové krystalografie určili jejich strukturu. Výzkum kalixarenů se stal významnou součástí supramolekulární chemie a zapojili se do něj vědci z celého světa. Donald J. Cram podrobně prozkoumal Niederlovy cyklické tetramery získané z resorcinolu a aldehydů.

## Využití

### V lékařství
Kalixareny rozpustné ve vodě, jako je para-sulfonatokalix[4]aren, se zkoumají jako nosiče léčiv i jako samotná léčiva; například kalix[6]aren inhibuje biogenezi mimobuněčných vezikulů u nádorů slinivky břišní, což narušuje uvolňování matricových metaloproteáz, čímž se zpomalí tvorba metastáz.

### Ostatní využití
Kalixareny se používají jako materiály iontově selektivních elektrod pro měření hladiny sodíku v krvi. Mohou rovněž tvořit komplexy s kadmiem, olovem, lanthanoidy, a aktinoidy. Kalix[5]aren a fulleren C70 v p-xylenu vytváří supramolekulární komplex.
S alifatickými aminy, například piperidinem, alixareny vytváří soli.
Deriváty a homology kalix[4]arenu se mohou selektivně vázat na anionty (hlavně halogenidové), přičemž dochází ke změnám optických vlastností, například fluorescence.
Kalixareny, především kalix[4]areny, se zkoumají jako možné nosiče katalyzátorů. Některé jejich komplexy se účastní hydrolytických reakcí.
Kalixareny jsou předměty výzkumu v mimetice enzymů, jako součásti iontově selektivních elektrod, selektivních membrán, a v nelineární optice.
Tetrathia[4]kalixaren napodobuje některé vlastnosti akvaporinů. Tato látka zaujímá 1,3-střídavou konformaci (s methoxy skupinami na spodním kruhu) a voda se nenachází v „košíku“, nýbrž mezi dvěma terc-butyly na vnějším lemu. Nepórovité a hydrofobní krystaly se na 8 hodin ponoří do vody, přičemž poměr kalixaren:voda dosáhne hodnoty 1:1.
Kalixareny urychlují reakce společným působením polární stabilizace přechodného stavu a vyšší lokální koncentrace. Jeden z derivátů resorcin[4]arenu urychlil Menšutkinovu reakci chinuklidinu s butylbromidem 1600krát.
Kalixareny lze také použít jako makrocyklické části rotaxanů.
Jsou popsány také heterokalixareny, u kterých jsou fenolové jednotky nahrazeny heterocyklickými, například furany u kalix[n]furanů nebo pyridiny u kalix[n]pyridinů.